# Andorra nos Jogos Olímpicos de Inverno de 1994
Andorra competiu nos Jogos Olímpicos de Inverno de 1994 em Lillehammer, Noruega.

## Resultados
Esqui alpino
- Gerard Escoda
  - Super-G masculino: 1:38.77 - 44º lugar
  - Slalom Gigante masculino: Não terminou a 1ª descida
  - Slalom masculino: Não terminou a 1ª descida
  - Combined masculino: Não terminou a 2ª descida do slalom
- Victor Gómez
  - Super-G masculino: 1:38.64 - 43º lugar
  - Slalom Gigante masculino: Não terminou a 1ª descida
- Vicky Grau
  - Super-G feminino: 1:26.39 - 36º lugar
  - Slalom Gigante feminino: Não terminou a 2ª descida
  - Slalom feminino: Não terminou a 1ª descida
- Santi López
  - Super-G masculino: Não terminou
- Caroline Poussier
  - Slalom Gigante feminino: Não terminou a 1ª descida
  - Slalom feminino: 2:06.82 - 24º lugar
- Ramon Rossell
  - Super-G masculino: 1:40.25 - 26º lugar